# École de formation au renseignement de Stare Kiejkuty
Sur le territoire du village de Stare Kiejkuty, en Pologne, se trouve une zone militaire restreinte qui est le siège de la Jednostka Wojskowa 2669 (unité militaire 2669), Ośrodek Szkolenia Agencji Wywiadu (école de formation au renseignement). Depuis 2005, le site a attiré l'attention en tant que site noir impliqué dans le programme de rendition de la CIA,,.

## Historique
Les utilisations militaires de l'installation remontent au moins à la Seconde Guerre mondiale, lorsqu'elle servait d'avant-poste au SD nazi allemand (le service de renseignement des SS) et à l'Abwehr. La piste d'atterrissage a servi à des avions de la Luftwaffe lors de bombardements sur Varsovie. En 1968, le site a été utilisé par l'armée soviétique pour planifier des opérations visant à écraser le printemps de Prague, avant de se rendre sur l'aéroport international moderne de Szczytno-Szymany, à 20 kilomètres.
Son utilisation par les services de renseignement polonais remonte au troisième trimestre de 1971 ; à l'époque communiste, il apparaissait sur les cartes comme un lieu de villégiature indescriptible. Cependant, il avait un statut très spécial, étant le seul centre de formation au renseignement du bloc de l'Est situé en dehors de l'Union soviétique.
Des panneaux sont affichés à proximité rappelant aux visiteurs occasionnels les interdictions de prendre des photos, et les journalistes ont signalé avoir vu fouillé leurs appareils photo (et confisqué leurs cartes mémoire) lorsqu'ils ont pris des photos près de l'établissement.[réf. nécessaire]
Le 15 décembre 2005, Zbigniew Siemiątkowski, l'ancien chef de l'actuelle agence nationale polonaise de renseignement, Agencja Wywiadu, a confirmé que dans l'installation de Stare Kiejkuty, il existe deux « zones internes » auxquelles les officiers de la CIA ont accès. D'autres responsables du renseignement polonais ont confirmé que le personnel américain associé à l'installation était connu pour résider dans la région pendant plusieurs mois à la fois.
En février 2010, des responsables polonais ont admis qu'au moins six vols de la CIA avaient transité par l'aéroport de Szymany en 2003, rétractant les démentis précédents.
Après la publication du rapport du Comité sénatorial du renseignement sur la torture par la CIA en décembre 2014, le président de la Pologne entre 1995 et 2005, Aleksander Kwasniewski, a admis qu'il avait accepté d'héberger un site noir secret de la CIA en Pologne, mais que les activités devaient être menées conformément à la législation polonaise. Il a déclaré qu'un projet de mémorandum américain avait déclaré que « les personnes détenues en Pologne doivent être traitées comme des prisonniers de guerre et bénéficieront de tous les droits auxquels elles ont droit », mais en raison de contraintes de temps, les États-Unis n'ont pas signé le mémorandum.